# یویچی مارویاما
یویچی مارویاما (ژاپنی: 丸山 祐市؛ زادهٔ ۱۶ ژوئن ۱۹۸۹) یک بازیکن فوتبال اهل ژاپن است. وی در تیم ملی فوتبال ژاپن بازی کرده است.